# Drentse 8 van Westerveld 2017
La 11e édition du Drentse 8 van Westerveld a lieu le 12 mars 2017. La course fait partie du calendrier international féminin UCI 2017 en catégorie 1.2. Elle est remportée par l'Australienne Chloe Hosking.

## Parcours
La course débute et se conclut à Dwingeloo. Le circuit est principalement plat. Il est ponctué de deux ascension du mont VAM à mi-parcours. Un grand circuit est parcouru deux fois. Il comprend un secteur pavé. Le final est constitué de trois tours d'un circuit urbain long d'environ cinq kilomètres.

## Équipes
| Équipes féminines professionnelles (19)- Alé Cipollini Galassia - Boels Dolmans - BTC City Ljubljana - Canyon-SRAM - Cervélo Bigla - Colavita-Bianchi - Cylance Pro Cycling - Drops - FDJ-Nouvelle Aquitaine-Futuroscope - Hitec Products - Lares-Waowdeals Women Cycling Team - Lensworld-Kuota - Lotto Soudal - Orica-Scott - Parkhotel Valkenburg-Destil Cycling Team - Sunweb - Team Tibco-Silicon Valley Bank - VéloCONCEPT Women - WM3 Pro Cycling Équipe féminines amateur (11)- Adelaar Ladies - Jan van Arckel - Maaslandster Veris CCN - NWVG - Regioteam Noord-Holland Dames - Swaboladies,nl - Team Drenthe - Textielstad de Jonge Renner - TWC de Kempen Dames - WV Breda Ladies - Jos Feron |
| |

## Récit de la course
Le peloton se disloque rapidement en trois parties. Parmi les absentes du groupe de tête on compte Annemiek van Vleuten et Kirsten Wild. Un regroupement s'opère peu avant la première ascension du mont VAM. Dans celui-ci, Annemiek van Vleuten accélère. La deuxième ascension permet à un groupe d'un dizaine de coureuses de se détacher. Cependant le peloton les reprend ensuite. Sur le circuit urbain final, de nombreuses attaques ont lieu, dont celle de Roxane Knetemann. La course se conclut néanmoins par un sprint massif. Chloe Hosking lance le sprint de loin et se distance de plusieurs vélos de ses adversaires. Lotte Kopecky, très active sur les secteurs pavés de l'épreuve, prend la deuxième place devant Amalie Dideriksen.

## Classements

### Classement final
| \| Classement général \| Classement général \| Classement général \| Classement général \| Classement général \| \| Coureuse \| Coureuse \| Pays \| Équipe \| Temps \| \| ------------------ \| ------------------ \| ------------------ \| ------------------- \| ------------------ \| \| 1re \| Chloe Hosking \| Australie \| Alé Cipollini \| 3 h 32 min 31 s \| \| 2e \| Lotte Kopecky \| Belgique \| Lotto Soudal Ladies \| + 0 s \| \| 3e \| Amalie Dideriksen \| Danemark \| Boels Dolmans \| + 0 s \| \| 4e \| Coryn Rivera \| États-Unis \| Sunweb \| + 0 s \| \| 5e \| Lotta Lepistö \| Finlande \| Cervélo Bigla \| + 0 s \| \| 6e \| Nina Kessler \| Pays-Bas \| Hitec Products \| + 0 s \| \| 7e \| Barbara Guarischi \| Italie \| Canyon-SRAM Racing \| + 0 s \| \| 8e \| Gracie Elvin \| Australie \| Orica-Scott \| + 0 s \| \| 9e \| Sheyla Gutiérrez \| Espagne \| Cylance \| + 0 s \| \| 10e \| Jeanne Korevaar \| Pays-Bas \| WM3 \| + 0 s \| |                   |            |                     |                 |
| |                   |            |                     |                 |
| |                   |            |                     |                 |
| Classement général |                   |            |                     |                 |
| Coureuse | Coureuse          | Pays       | Équipe              | Temps           |
| 1re | Chloe Hosking     | Australie  | Alé Cipollini       | 3 h 32 min 31 s |
| 2e | Lotte Kopecky     | Belgique   | Lotto Soudal Ladies | + 0 s           |
| 3e | Amalie Dideriksen | Danemark   | Boels Dolmans       | + 0 s           |
| 4e | Coryn Rivera      | États-Unis | Sunweb              | + 0 s           |
| 5e | Lotta Lepistö     | Finlande   | Cervélo Bigla       | + 0 s           |
| 6e | Nina Kessler      | Pays-Bas   | Hitec Products      | + 0 s           |
| 7e | Barbara Guarischi | Italie     | Canyon-SRAM Racing  | + 0 s           |
| 8e | Gracie Elvin      | Australie  | Orica-Scott         | + 0 s           |
| 9e | Sheyla Gutiérrez  | Espagne    | Cylance             | + 0 s           |
| 10e | Jeanne Korevaar   | Pays-Bas   | WM3                 | + 0 s           |

### Points UCI
| Position,          | 1er | 2e | 3e | 4e | 5e | 6e | 7e | 8e | 9e | 10e |
| Classement général | 40  | 30 | 16 | 12 | 10 | 8  | 6  | 3  | 2  | 1   |

## Liste des participantes
- Liste des participantes

### Primes
L'épreuve attribue les primes suivantes :
| Position | 1er   | 2e    | 3e    | 4e    | 5e    | 6e   | 7e   | 8e   | 9e   | 10e  |
| Prix     | 326 € | 217 € | 164 € | 136 € | 109 € | 97 € | 87 € | 76 € | 65 € | 53 € |

Les places allant de onze à quatorze donnent 43 €, la quinzième place 33 €, et celles de seize à vingt 22 €.